# Ctenomys lewisi
El tuco-tuco de Lewis (Ctenomys lewisi) es una especie de roedor del género Ctenomys de la familia Ctenomyidae. Habita en el centro-oeste de Sudamérica.

## Taxonomía
Esta especie fue descrita originalmente en el año 1926 por el zoólogo británico Oldfield Thomas.
Localidad tipo
La localidad tipo referida es: “Sama (4000 msnm), departamento de Tarija, Bolivia”.
Etimología
El término específico es un epónimo que refiere al apellido de la persona a quien fue dedicada la especie, el empresario británico John Spedan Lewis, fundador de la John Lewis Partnership y mecenas de numerosas expediciones científicas.
Caracterización y relaciones filogenéticas
Ctenomys lewisi es una especie relacionada con Ctenomys frater.

## Distribución geográfica y hábitat
Esta especie de roedor es endémica del sudeste de Bolivia, en pastizales abiertos del altiplano del oeste del departamento de Tarija, en un rango altitudinal de entre 2600 y 4300 m s. n. m..

## Conservación
Según la organización internacional dedicada a la conservación de los recursos naturales Unión Internacional para la Conservación de la Naturaleza (IUCN), al no poseer mayores peligros, la clasificó como una especie bajo “preocupación menor” en su obra: Lista Roja de Especies Amenazadas.